# Zalathiel Vargas
Zalathiel Vargas (nacido en 1941) es un artista mexicano conocido por su trabajo en cómic underground  e ilustraciones. Su trabajo sigue un número de características de los cómics, incluyendo sexualidad explícita e imágenes psicodélicas, pero se distingue por influencias de "foto-novelas" mexicanas, marcado carácter social y mensajes políticos. Su trabajo se ha exhibido en México en lugares como el Palacio de Bellas Artes (Ciudad de México) y el Museo de Arte Moderno (México), al igual que como retrospectiva en el Museo Universitario del Chopo de la Universidad Nacional Autónoma de México.

## Vida
Zalathiel Vargas nació en la Ciudad de México en 1941. Su padre era carpintero. Creció en el centro histórico de la Ciudad de México. Durante la secundaria trabajó en una imprenta, en donde comenzó como dibujante ya que con el papel sobrante dibujaba los alrededores de la La Merced (Ciudad de México).
Originalmente quería ser físico y matemático pero a los catorce años se inscribió en un curso de pintura impartido en la Facultad de Artes y Diseño como pasatiempo. En cuanto empezó a crear, quedó enganchado y terminó por graduarse de la facultad en 1963.
En su juventud fue militante del Partido Comunista Mexicano. En la Academia de San Carlos, junto con otros artistas, colgaron un inmenso retrato de Fidel Castro en el edificio, aunque las autoridades les ordenaron que lo retiraran. En 1961 visitó Cuba y conoció a Ernesto Guevara Él aún se identifica con la izquierda mexicana.
En 1965 recibió una beca por parte del gobierno francés para participar en el taller experimental grabado de Stanley William Hayter en París, trabajando allí durante dos años, mientras estudiaba en Escuela de Bellas Artes (París). Hayter le aconsejó que viajara durante su estancia en París y Vargas utilizó una bicicleta para recorrer Europa e incluso llegó a Jerusalén.
Vargas continuó su vida y trabajo en México, con un estudio en la casa donde nació.

## Carrera
Después de sus estudios en París, regresó a México y comenzó a esculpir en madera. Parte de esos trabajos fueron exhibidos como parte de un programa cultural de los Juegos Olímpicos de México 1968. A principio de 1970 experimentó con las imágenes en cómics. En 1974, regresó a París, trayendo su trabajo consigo, al presentárselo a un dramaturgo francés, él cual le presentó artistas que trabajaban con el arte de cómics underground o alternativo. Esto llevó a la fundación de la revista Zinc en Francia. Su trabajo en cómics surgió del interés por la circulación en masa de los trabajos artísticos y empezó a publicar en revistas mexicanas como Eros, Yerba, Él, Sucesos, Conacyt y Visión, así como en revistas francesas como Actuel, Zinc, Autrement, L'Ordinaire du Mexicaniste y Etudes Mexicanies. En 1977, publicó Comix-Arte de Zalathiel. A partir de 2013, se digitalizó casi sesenta años de su trabajo artístico para que estuviera más accesible para el público. Vargas es uno de los principales exponentes de los cómics underground en México, siendo casi el único que hacía este tipo de trabajo en los setenta
En 1964, Vargas tuvo su primera exhibición individual de dibujos y grabados en la Academia de San Carlos y desde entonces ha participado en casi todas las exposiciones colectivas organizadas por la Escuela Nacional de Artes Plásticas. Dentro de sus exhibiciones individuales destacan tres que fueron exhibidas simultáneamente en 1977 en el Palacio de Bellas Artes, las galerías Arvil y Linkscurve en la Ciudad de México, como el Museo de Arte Moderno en 1988, el Museo Nacional de la Estampa en 1992 y una retrospectiva en el Museo Universitario del Chopo en 2013. Fuera de México, su trabajo ha sido exhibido en Canadá, Rumania, España, Cuba y Francia.
Vargas ha estado activo en promover nuevas tendencias artísticas. En los setenta fue el anfitrión del simposio Zacaulpan en su propia casa en Zacualpan de Amilpas, el cual fue un instrumento para la formación de los Grupos. También es miembro fundador del Forum de Arte Contemporáneo.
De 1981 a 1991 enseñó en la Escuela Nacional de Artes Plásticas, donde creó el taller experimental de Anticómic.
En 1979, su escultura de nombre Movi-Comix compartió el primer premio del Salón Experimental del Instituto Nacional de Bellas Artes, junto con un trabajo llamado La Calle del grupo artístico Suma, el cual él ayudó a fundar. Su trabajo ha sido reconocido con membresía en el Salón de la Plástica Mexicana.

## Arte
Durante su carrera, Vargas ha hecho pinturas en óleo, dibujo, esculturas, ilustración, fotografía y cómics, incluso experimentó con nuevas técnicas con aerógrafo y computadoras. Su última innovación le otorgó un reconocimiento de Apple en Francia. No obstante es más conocido por su trabajo en cómics e ilustración.
Este trabajo ha sido en asociación con el movimiento alternativo o underground cómics surgido en los setenta en Francia, Italia y los Estados Unidos, caracterizado por ser psicodélico y contener temas sexuales, así como organización no secuencial. El trabajo de Vargas está basado en novelas gráficas mexicanas llamadas "Fotonovela". Sin embargo, sale de la narrativa común y convencional de la novela gráfica mexicana a través de lo etéreo, sexual, psicodélico e incluso ambiente subversivo, usando colores vívidos. Usó los aspectos no secuenciales de los cómics alternativos para dar a los lectores una especie de control sobre la historia, produciendo su trabajo en grandes paneles recortados unidos en el eje central y establecidos en un marco. Sus figuras humanas suelen estar distorsionadas y lo grotesco es un elemento de desmembramiento. Otros elementos incluyen maquinaria agresiva, lo supernatural, animales fantásticos, ciencia ficción y Humor negro. El escritor Carlos Monsiváis denotó que en el trabajo de Vargas“… caras, cuerpos, narices, ojos, brazos se dispersan y juntan en la inteligencia de su trabajo, rodeado por fosforescencia". Su trabajo también presenta influencias de grafiti, arte urbano e incluso del trabajo de Giovanni Battista Braccelli, un artista del siglo XVII.
Vargas fue uno de los artistas a finales del siglo XX que vio el cómic como un medio con gran potencial para esparcir mensajes políticos a una vasta audiencia, aunque los publicadores convencionales de cómics no tenían interés en aquella iniciativa. Las metas políticas y sociales de Vargas eran que su trabajo no fuera americanizado o hecho foráneo, ya que consideraba cómics como Superman como "colonealista". En lugar, sus metas se centraron en la opresión de la sociedad moderna mexicana y los problemas de la alineación y deshumanización en la era de la comunicación en masa, tecnología y digitalización. Esto comenzó con las experiencias durante el Movimiento de 1968 en México que ocurrió cuando era asistente en la Academia de San Carlos lo que hizo su trabajo con un tono rebelde. Desde entonces su ideología principal es que la gente debe de pelear contra la opresión gubernamental y las fuerzas deshumanizadoras de la cultura de masas. Lo conseguía manejar de forma irónica y burlesca, su trabajo ha sido criticado por continuamente objetivar representaciones de las mujeres, como las fotonovelas mexicanas y usar a los personajes femeninos sólo como personajes secundarios.